# Веслування на байдарках і каное на літніх Олімпійських іграх 1956
Змагання з веслування на байдарках і каное в програмі літніх Олімпійських ігор 1956 включають в себе лише спринтерські гонки. 

## Медальний залік
| Місце               | Країна                           | Золото | Срібло | Бронза | Загалом |
| ------------------- | -------------------------------- | ------ | ------ | ------ | ------- |
| 1                   | Румунія (ROU)                    | 3      | 0      | 0      | 3       |
| 2                   | СРСР (URS)                       | 2      | 3      | 2      | 7       |
| 3                   | Швеція (SWE)                     | 2      | 0      | 0      | 2       |
| 4                   | Угорщина (HUN)                   | 1      | 3      | 3      | 7       |
| 5                   | Об'єднана німецька команда (EUA) | 1      | 2      | 1      | 4       |
| 6                   | Франція (FRA)                    | 0      | 1      | 0      | 1       |
| 7                   | Австралія (AUS)                  | 0      | 0      | 1      | 1       |
| 7                   | Австрія (AUT)                    | 0      | 0      | 1      | 1       |
| 7                   | Данія (DEN)                      | 0      | 0      | 1      | 1       |
| Загалом (9 збірних) | Загалом (9 збірних)              | 9      | 9      | 9      | 27      |

## Результати

### Чоловіки
| Дисципліна                 | Золото                                                              | Срібло                                                    | Бронза                                          |
| -------------------------- | ------------------------------------------------------------------- | --------------------------------------------------------- | ----------------------------------------------- |
| Каное-одиночки, 1000 м     | Леон Ротман (ROU)                                                   | Іштван Гернек (HUN)                                       | Геннадій Бухарін (URS)                          |
| Каное-одиночки, 10000 м    | Леон Ротман (ROU)                                                   | Янош Парті (HUN)                                          | Геннадій Бухарін (URS)                          |
| Каное-двійки, 1000 м       | Румунія (ROU) Думітру Алексе Сіміон Ісмаїлчук                       | СРСР (URS) Павло Харін Граціан Ботаєв                     | Угорщина (HUN) Каролі Віланд Ференц Мохачі      |
| Каное-двійки, 10000 м      | СРСР (URS) Павло Харін Граціан Ботаєв                               | Франція (FRA) Жорж Дрансар Марсель Рено                   | Угорщина (HUN) Імре Фаркаш Йожеф Хуніч          |
| Байдарки-одиночки, 1000 м  | Герт Фредрікссон (SWE)                                              | Ігор Пісарєв (URS)                                        | Лайош Кішш (HUN)                                |
| Байдарки-одиночки, 10000 м | Герт Фредрікссон (SWE)                                              | Ференц Хатлацкі (HUN)                                     | Мішель Шойер (EUA)                              |
| Байдарки-двійки, 1000 м    | Об'єднана німецька команда (EUA) Мішель Шойер Мейнрад Мільтенбергер | СРСР (URS) Михайло Каалесте Анатолій Демітков             | Австрія (AUT) Максиміліан Рауб Герберт Відерман |
| Байдарки-двійки, 10000 м   | Угорщина (HUN) Янош Ураньї Ласло Фабіан                             | Об'єднана німецька команда (EUA) Фріц Бріель Теодор Кляйн | Австралія (AUS) Денніс Грін Волтер Браун        |

### Жінки
| Дисципліна               | Золото                     | Срібло           | Бронза          |
| ------------------------ | -------------------------- | ---------------- | --------------- |
| Байдарки-одиночки, 500 м | Єлизавета Дементьєва (URS) | Терез Ценц (EUA) | Туве Себі (DEN) |